# 1-ja Gostomla
1-ja Gostomla, także Pierwaja Gostomla (ros. 1-я Гостомля, Первая Гостомля) – wieś (ros. село, trb. sieło) w zachodniej Rosji, centrum administracyjne sielsowietu gostomlanskiego w rejonie miedwieńskim (obwód kurski).

## Geografia
Miejscowość położona jest nad Rieutem (lewy dopływ Sejmu), 17 km na północny zachód od centrum administracyjnego rejonu (Miedwienka), 36 km na południowy zachód od Kurska, 16 km od drogi magistralnej (federalnego znaczenia) M2 «Krym».
We wsi znajdują się 174 posesje.
Klimat
Miejscowość, jak i cały rejon, znajduje się w strefie klimatu kontynentalnego z łagodnym ciepłym latem i równomiernie rozłożonymi opadami rocznymi (Dfb w klasyfikacji klimatów Köppena).
|                            | Sty  | Lut  | Mar  | Kwi | Maj  | Cze  | Lip  | Sie  | Wrz  | Paź  | Lis  | Gru  |
| -------------------------- | ---- | ---- | ---- | --- | ---- | ---- | ---- | ---- | ---- | ---- | ---- | ---- |
| Najwyższe temperatury (°C) | -4   | -2,9 | 3    | 13  | 19,4 | 22,7 | 25,2 | 24,7 | 18,2 | 10,6 | 3,5  | -1,1 |
| Najniższe temperatury (°C) | -8,5 | -8,6 | -4,6 | 2,8 | 9,1  | 13   | 15,8 | 14,9 | 9,7  | 4    | -1,1 | -5,3 |
| Opady (mm)                 | 52   | 44   | 48   | 50  | 64   | 71   | 75   | 56   | 58   | 58   | 47   | 49   |
| Ilość dni z opadami        | 8    | 8    | 8    | 7   | 8    | 9    | 9    | 6    | 7    | 7    | 7    | 8    |

## Demografia
W 2010 r. wieś zamieszkiwało 290 osób.